# 석동현
석동현(石東炫, 1960년 7월 10일 ~ )은 대한민국의 법조인이다. 부산지방검찰청 검사장과 서울동부지방검찰청 검사장을 역임했다.

## 생애
사법시험 합격 이후 26년 간 검사로 일하며 평검사 때인 1999년 '대전 법조 비리 사건이 터지자 전국 평검사회의를 주도해 김태정 검찰총장 퇴진을 요구했다.
2011년 8월 1일 일본 자민당 중의원의 보수강경파 4선의원인 신도 요시타카와 이나다 도모미 참의원의 사토 마사히사 등 3명이 독도를 방문하겠다면서 전일본공수(ANA) 비행기를 타고 김포공항으로 들어 왔을 때 이들의 입국을 저지하고 공항에서 일본으로 되돌려 보낸 일이 있다.
2011년 제57대 부산지방검찰청 검사장을 역임했고, 2012년 서울동부지방검찰청 검사장 재임 때 부하 검사인 전재몽이 2012년 검사 성추문 사건에 휩싸이자 스스로 사퇴했다.
출입국·외국인정책본부장을 역임하였고, 국적법의 초안을 만든 국적법 전문가이다. 검찰 사건처리 기준을 마련하는 데 앞장서기도 했다. 법관 퇴임 후 법무법인 대호 대표변호사로 활동한다. 
2014년에는 새누리당 법률지원단 부단장으로 근무하며 정치에 입문하게 되었고, 2017년부터 자유한국당 부산광역시당 해운대갑 당협위원장으로 활동하였으나 해당 지역에서 예비후보 경선에서 탈락하였다.
2022년에는 윤석열 대통령 후보의 캠프에서 활동하였으며, 윤석열 정부 출범 이후 대한민국 민주평화통일자문회의 사무처장으로 임명되었다. 제22대 총선에 송파구 갑 지역에 공천을 신청하였으나 컷오프되었다. 이후 자유통일당에 입당하여 비례대표 2번을 부여받았으나 낙선하였다.

## 학력
- 대연중학교
- 부산동고등학교
- 서울대학교 법학과
- 서울대학교 대학원 법학 석사

## 경력
- 1983년 사법시험 제25회 합격(사법연수원 15기 수료)
- 1987년 ~ 1989년 부산지방검찰청 검사
- 1989년 ~ 1990년 춘천지방검찰청 원주지청 검사
- 1990년 ~ 1993년 서울중앙지방검찰청 남부지청 검사
- 1993년 ~ 1994년 대구지방검찰청 검사
- 1995년 ~ 1998년 법무부 법무과 검사
- 1999년 ~ 2000년 청주지방검찰청 영동지청장
- 2000년 대검찰청 검찰연구관
- 2000년 ~ 2002년 대검찰청 공보담당관
- 2003년 ~ 2004년 법무부 법무과장
- 2004년 ~ 2005년 서울고등검찰청 검사
- 2005년 ~ 2006년 서울중앙지방검찰청 형사1부장검사
- 2006년 ~ 2007년 대전지방검찰청 천안지청 지청장
- 2007년 ~ 2008년 서울고등검찰청 검사
- 2007년 ~ 2008년 대검찰청 전략과제연구관
- 2008년 ~ 2009년 서울고등검찰청 송무부장
- 2009년 대전고등검찰청 차장검사
- 2009년 8월 ~ 2011년 7월 출입국·외국인정책본부장
- 2011년 8월 ~ 2012년 7월 부산지방검찰청 검사장
- 2012년 7월 서울동부지방검찰청 검사장
- 2013년 부산광역시청 고문변호사
- 2013년 ~ 2014년 법무법인 화우 변호사
- 2013년 6월 제2대 동포교육지원단 이사장
- 2013년 9월 ~ 2022년 10월 한반도 인권과 통일을 위한 변호사모임 공동대표
- 2013년 9월 ~ 2022년 10월 한반도 인권과 통일을 위한 변호사모임 운영위원회 위원
- 2014년 1월 새누리당 법률지원단 부단장
- 2014년 3월 롯데자이언츠 자문변호사
- 2014년 3월 한국이민법학회 회장
- 2014년 ~ 2021년 법무법인 대호 대표변호사
- 법무법인 대호 이민국적문제연구소 대표
- 2017년 3월 ~ 2018년 9월 자유한국당 부산광역시당 해운대갑 당협위원장
- 자유한국당 부산광역시당 수석부위원장
- 2019년 6월 ~ 2020년 2월 자유한국당 법률자문위원회 부위원장 겸 자문위원
- 2019년 9월 : 자유한국당 저스티스 리그 이사회 이사위원
- 2020년 2월 ~ 2020년 4월 : 미래통합당 법률자문위원회 부위원장 겸 자문위원
- 2020년 4월 : 미래통합당 탈당
- 2021년 4월 ~ 2022년 10월: 법무법인 동진 대표변호사
- 2021년 8월 ~ 2022년 10월: 디딤 사외이사
- 2021년 10월 ~ 2021년 11월: 국민의힘 윤석열 제20대 대통령 선거 예비후보 국민캠프 조직본부 특보단장
- 2021년 12월 ~ 2022년 1월: 국민의힘 살리는 선거대책위원회 총괄특보단 상임대외협력특보
- 2022년 1월 ~ 2022년 3월: 국민의힘 제20대 대통령 선거 윤석열 대통령 후보 직속 총괄특보단 상임대외협력특보
- 2022년 2월 ~ 2022년 3월: 국민의힘 공명선거·안심투표 추진위원회 간사
- 2022년 10월 ~ 2024년 1월: 제17대 민주평화통일자문회의 사무처장
- 2025년 5월~2025년 5월: 제21대 대통령 선거 국민의힘 김문수 대통령 후보 직속 시민사회특별위원장

## 가족
부인인 박영아는 한나라당 원내부대표로 제18대 국회의원을 지냈고, 2녀를 두고 있다.

## 역대 선거 결과
| 실시년도 | 선거  | 대수 | 직책     | 선거구   | 정당       | 득표수    | 득표율         | 순위         | 당락 | 비고 |
| -------- | ----- | ---- | -------- | -------- | ---------- | --------- | -------------- | ------------ | ---- | ---- |
| 2024년   | 총선  | 22대 | 국회의원 | 비례대표 | 자유통일당 | 642,433표 | \| \| 2.26% \| | 비례대표 2번 | 낙선 |      |
|          | 2.26% |      |          |          |            |           |                |              |      |      |